# Championnat de Tchécoslovaquie de football 1959-1960
Navigation
Saison précédente Saison suivante
La saison 1959-1960 du Championnat de Tchécoslovaquie de football est la 29e édition du championnat de première division en Tchécoslovaquie. Les quatorze meilleurs clubs du pays se retrouvent au sein d'une poule unique, la First League, où  les formations s'affrontent deux fois, à domicile et à l'extérieur. À l'issue du championnat, les deux derniers du classement sont relégués et remplacés par les deux meilleurs clubs de II. Liga, la deuxième division tchécoslovaque.
C'est une énorme surprise cette année puisque c'est le club du Spartak Hradec Králové, promu de II. Liga, qui termine en tête du classement du championnat, avec deux points d'avance sur un duo composé du SK Slovan Bratislava et le Dukla Prague. C'est le tout premier titre de champion de l'histoire du club.

## Les 14 clubs participants
| - Dukla Prague - Spartak Praha Sokolovo - TJ Cervena Hviezda Bratislava - SK Slovan Bratislava - Dynamo Prague - Tatran Presov - Jednota Kosice | - Ruda Hvezda Brno - Dukla Pardubice - FC Spartak Trnava - FC Banik Ostrava - Slovan Nitra - Promu de II. Liga - Spartak Praha Stalingrad - Spartak Hradec Králové - Promu de II. Liga |

## Compétition

### Classement
Le barème utilisé pour établir le classement est le suivant :
- Victoire : 2 points
- Match nul : 1 point
- Défaite : 0 point

| Rang | Équipe                     | Pts | J  | G  | N  | P  | Bp | Bc | Diff |
| ---- | -------------------------- | --- | -- | -- | -- | -- | -- | -- | ---- |
| 1    | Spartak Hradec Králové (P) | 34  | 26 | 13 | 8  | 5  | 43 | 27 | +16  |
| 2    | ŠK Slovan Bratislava       | 32  | 26 | 12 | 8  | 6  | 53 | 31 | +22  |
| 3    | Dukla Prague               | 32  | 26 | 11 | 10 | 5  | 44 | 25 | +19  |
| 4    | FC Spartak Trnava          | 31  | 26 | 13 | 5  | 8  | 43 | 38 | +5   |
| 5    | CH Bratislava (T)          | 30  | 26 | 12 | 6  | 8  | 40 | 26 | +14  |
| 6    | FC Baník Ostrava           | 28  | 26 | 12 | 4  | 10 | 29 | 34 | -5   |
| 7    | Spartak Praha Stalingrad   | 26  | 26 | 8  | 10 | 8  | 36 | 29 | +7   |
| 8    | Slovan Nitra (P)           | 24  | 26 | 8  | 8  | 10 | 38 | 39 | -1   |
| 9    | Tatran Prešov              | 24  | 26 | 9  | 6  | 11 | 39 | 43 | -4   |
| 10   | Ruda Hvezda Brno           | 23  | 26 | 10 | 3  | 13 | 34 | 37 | -3   |
| 11   | Dynamo Prague              | 23  | 26 | 9  | 5  | 12 | 36 | 44 | -8   |
| 12   | Spartak Praha Sokolovo     | 23  | 26 | 9  | 5  | 12 | 31 | 40 | -9   |
| 13   | Jednota Kosice             | 22  | 26 | 8  | 6  | 12 | 24 | 44 | -20  |
| 14   | Dukla Pardubice            | 12  | 26 | 4  | 4  | 18 | 23 | 56 | -33  |

|  | Qualification pour la Coupe d'Europe des clubs champions 1960-1961                                |
|  | Qualification pour la Coupe des Coupes 1960-1961                                                  |
|  | Relégation en II. Liga                                                                            |
|  | (T) Tenant du titre (C) Vainqueur de la Coupe du Tchécoslovaquie (P) : Promu de deuxième division |

## Bilan de la saison
| Championnat de Tchécoslovaquie de football 1959-1960 |                                    |
| Champion                                             | Spartak Hradec Králové (1er titre) |
| Coupes et trophées                                   |                                    |
| Vainqueur de la Coupe de Tchécoslovaquie 1959-1960   | Non disputée                       |
| Qualifications continentales                         |                                    |
| Coupe d'Europe des clubs champions 1960-1961         | Spartak Hradec Králové             |
| Coupe des Coupes 1960-1961                           | Ruda Hvezda Brno (invité)          |
| Promotions et relégations                            |                                    |
| Promus en I. Liga                                    | SONP Kladno                        |
| Promus en I. Liga                                    | Jednota Trencin                    |
| Relégués en II. Liga                                 | Jednota Kosice                     |
| Relégués en II. Liga                                 | Dukla Pardubice                    |